# Valerij Gazajev
Valerij Gazajev (ruski: Валерий Георгиевич Газзаев; osetski: Гæззаты Георгийы фырт Валерæ) (Vladikavkaz, 7. kolovoza 1954.) ruski je nogometni trener i bivši sovjetski reprezentativac. Igrao je na položaju napadača.
Kao trener, Gazajev je osvojio Kup UEFA u sezoni 2004./05. i tri ruska nogometna prvenstva.
Gazajev je igrao kao napadač za Spartak iz Ordžonikidza, SKA iz Rostova na Donu, Lokomotiv iz Moskve, Dinamo iz Moskve te za Dinamo iz Tbilisija.
Bio je europskim prvakom sa SSSR-om u kategoriji "ispod 21" 1976. godine i 1980. godine.
Osvojio je i brončano odličje na OI 1980. u Moskvi.
Gazajev je osvojio sovjetski nogometni kup s Dinamom iz Moskve 1984. godine. Iduće sezone su ga zapamtili i Hajdukovi igrači i navijači, kada je pružio izvrsnu igru i znanje u dvjema pobjedama nad Hajdukom, u Moskvi i Osijeku.
U karijeri je postigao 89 pogodaka u 283 susreta u Sovjetskoj Višoj Ligi.
Po okončanju svoje igračke karijere 1986. godine, Gazajev je vodio mladu momčad Dinama iz Moskve, a potom se prebacio u rad u profesionalnim klubovima.
Njegov prvi veliki trenerski uspjeh je osvajanje ruskog nogometnog prvenstva sa (Spartakom) Alanijom iz Vladikavkaza. 1995. godine.
Novi naslovi su došli s Gazajevim radom u CSKA-u iz Moskve, s kojim je osvojio rečeni Kup UEFA, kao i rusko nogometno prvenstvo 2003. i 2005., te ruski nogometni kup 2002., 2005. i 2006. godine.

## Vanjske poveznice
- Životopis na International united biographical centre
- Profil na RussiaTeamu